# Stiftung Warentest

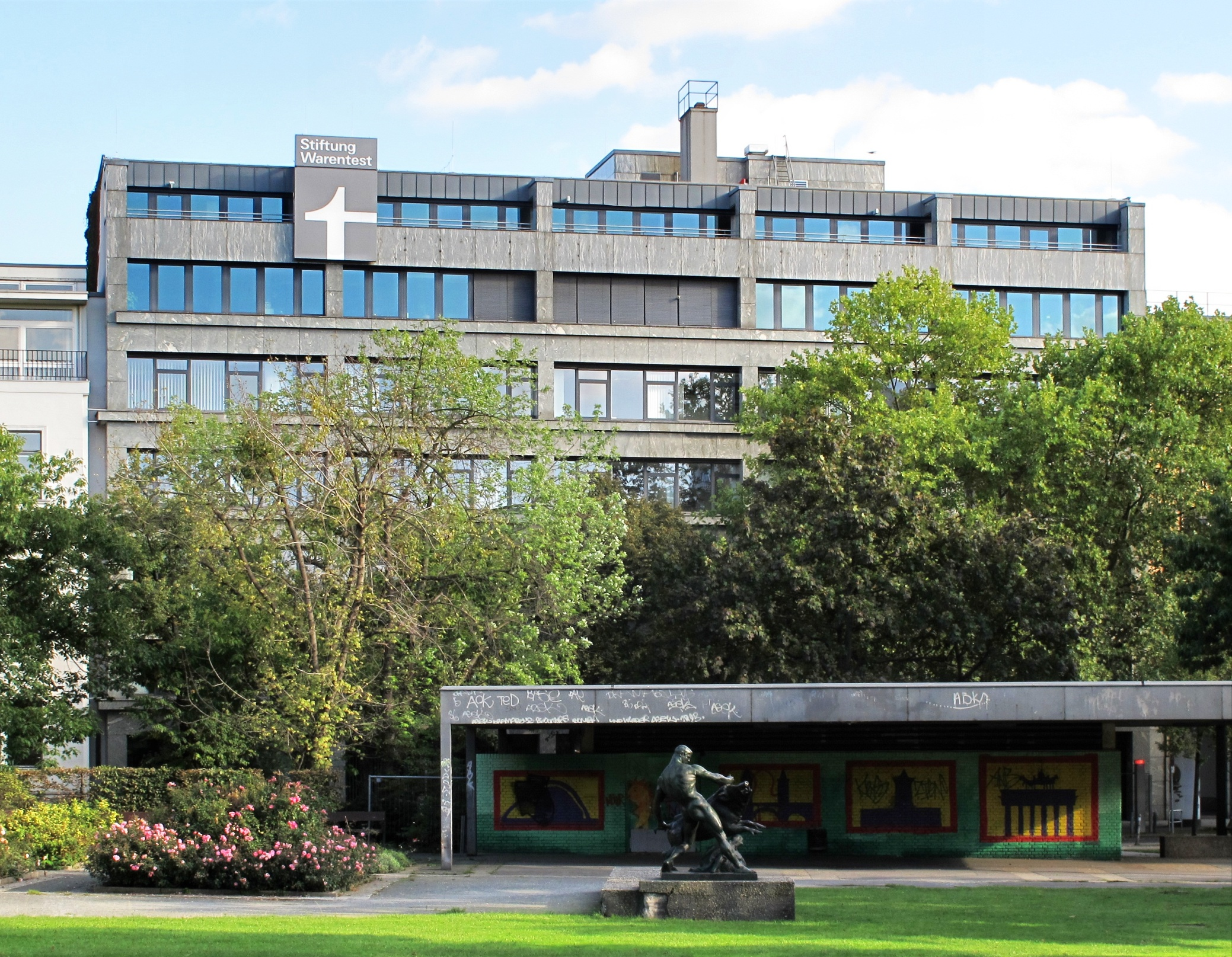
Fundacja Warentest, Berlin

Stiftung Warentest (pol. Fundacja Warentest) – fundacja, z siedzibą w Berlin-Tiergarten, założona w 1964 przez rząd niemiecki jako instytut, którego zadaniem jest przeprowadzanie porównawczych testów produktów i usług. Jest całkowicie niezależnym organem, a zatem nikt nie może wpływać na to, co i w jaki sposób będzie testowane.
Celem Fundacji Warentest jest tworzenie przejrzystego rynku oraz informowanie konsumentów o możliwościach optymalizacji dokonywania wyborów zakupowych, jak również zwiększanie świadomości konsumenckiej. Produkty i usługi są badane przy użyciu metod naukowych, w niezależnych laboratoriach na całym świecie. O wynikach testów Warentest informuje w wydawanych przez siebie czasopismach: miesięcznikach test oraz FINANZtest (nakład ogółem: 1 mln egzemplarzy), a także wielu tematycznych wydaniach specjalnych i książkach.
W każdym wydaniu testu publikowanych jest około dziesięciu testów. W 2015 Fundacja Warentest przeprowadziła 112 testów produktów, 67 testów usług, w tym 50 testów usług finansowych. W ciągu ponad 40 lat swojego istnienia Fundacja Warentest przeprowadziła ponad 5600 testów, w których przetestowała 100 000 produktów. Ponadto przeprowadziła ponad 2700 testów usług. W 2015 zatrudniała 346 pracowników.
Fundacja jest bardzo znana w Niemczech: 93% wszystkich dorosłych Niemców zna Fundację Warentest, 1/3 spośród nich kieruje się w wyborach zakupowych wynikami jej testów.
Fundacja Warentest współpracuje z polskim miesięcznikiem Pro-Test.